# Michel Bauwens (acteur)
Michel Bauwens (20 mei 1953) is een Vlaams acteur. Hij koos pas op latere leeftijd voor een acteercarrière en studeerde daartoe in Antwerpen aan de Toneelacademie en aan de Academie voor Spel en Theater. Bauwens speelde reeds mee in verschillende films en had daarnaast al rollen in verscheidene televisiereeksen. Hij is ook actief in het theater.

## Films
- 2001: Pauline & Paulette: Regisseur
- 2005: Suspect: Dokter Fierens
- 2006: Dennis van Rita: Opzichter
- 2006: Practical Pistol Shooting
- 2006: Vleugels
- 2006: Windkracht 10: Koksijde Rescue
- 2007: Ben X: Oogarts
- 2008: Blinker en de Blixvaten: Jos Baessens
- 2010: Zot van A.
- 2013: Het vonnis: Journalist

## Televisieseries
- 1994: Samson en Gert: Afgevaardigde van de minister (1 aflevering)
- 1995: Lili en Marleen: Meneer Pluim (1 aflevering)
- 1997: Heterdaad: Joël Mattijssen (1 aflevering)
- 1998: Samson en Gert: Afgevaardigde van de minister (1 aflevering), Voorzitter van "De vierkante stoel" (1 aflevering)
- 2003-2004: Spoed: Diverse gastrollen
- 2004-2006: Rupel: Agent Michel (19 afleveringen)
- 2004: Verschoten & Zoon: Journalist (1 aflevering)
- 2005: Hallo België: Werknemer brouwerij (2 afleveringen)
- 2005: Samson en Gert: (onbekend) (1 aflevering)
- 2006-2007, 2009-2010: Lili en Marleen: Martin
- 2006: Aspe: Archivaris (1 aflevering)
- 2007: Emma: Jan Cox (1 aflevering)
- 2007: Spoed: Schooldirecteur (1 aflevering)
- 2007: Van Speijk: Guy Schools (2 afleveringen)
- 2007-2008: Sara: George
- 2007-2008: 16+: Jos Bosschaert (3 afleveringen)
- 2008: Flikken: Begrafenisondernemer (1 aflevering)
- 2008: Wittekerke: Roland (1 aflevering)
- 2008: Aspe: Meester Donders (1 aflevering)
- 2008: Zone Stad: Michel De Bruyn (1 aflevering)
- 2008-2009: LouisLouise: Inspecteur Wachters
- 2009: Familie: OCMW-voorzitter Armand De Vries (4 afleveringen)
- 2009: Aspe: Geert Maes (1 aflevering)
- 2009-2010: David: Inspecteur Koen De Smedt
- 2009-2010: De Rodenburgs: Agent Cassiers (7 afleveringen)
- 2010: Dag & Nacht: Hotel Eburon: Herman (1 aflevering)
- 2010: Goesting: Raymond (1 aflevering)
- 2010: Zone Stad: Eigenaar autokerkhof (1 aflevering)
- 2010: Ella: Politieagent
- 2010: Witse: Vermaercke
- 2010-2014: Thuis: Diverse gastrollen
- 2010-2014: Familie: Diverse gastrollen
- 2011: Zone Stad: Wapenhandelaar (1 aflevering)
- 2013: Wolven: Veiligheidsagent (3 afleveringen)
- 2013: Binnenstebuiten: Spoedarts (1 aflevering)
- 2013: Zone Stad: Stadsarbeider (1 aflevering)
- 2013: Thuis: Dokter Verbruggen (2 afleveringen)
- 2013: Zuidflank: Politieagent
- 2013: Safety First: Verkoper (1 aflevering)
- 2014: De zonen van Van As: Medewerker consulaat (1 aflevering)
- 2015: Spitsbroers: Rij-instructeur (1 aflevering)
- 2015: Familie: De zaak Bart: Hoofdcommissaris Verhasselt (10 afleveringen)
- 2017: Thuis: Voorzitter van de correctionele rechtbank